# Луга и поля Москвы
Луга в Москве в границах до расширения 2011—2012 годов занимают площадь примерно 900 га. Луга сохранились преимущественно в поймах рек: в Строгинской и Крылатской поймах Москвы-реки, в Коломенском, в низовьях реки Городни, в поймах рек Сетуни, Серебрянки, Язвенки, на Щукинском полуострове, в Серебряном Бору. Ряд таких мест с целью защиты лугов взят под государственную охрану как природно-исторические парки, заказники, памятники природы.
Пахотных земель в пределах МКАД сохранилось весьма мало — поля для опытов Московской сельскохозяйственной академии и одиночные оставшиеся огороды.
Ранее на территории нынешней Москвы в пределах МКАД лугов и полей было намного больше. Ещё в XX веке в пределах Москвы, а тем более у черты города, выпасали скот и заготавливали сено. Однако в наши дни площадь московских лугов постепенно уменьшается, а их естественные характеристики ухудшаются. Пахотные земли ещё в 1960—1970-е годы достаточно часто встречались ближе к МКАД, но к концу XX века от них почти ничего не осталось.

## В топонимике
О старинных московских заливных лугах свидетельствует ряд нынешних названий: Лужнецкие набережная, проезд и мост, улица Кашёнкин Луг и прочие.
Полями в Москве изначально именовались незастроенные местности: Воронцово поле, Девичье поле, Сокольническое поле, Ходынское поле, Октябрьское поле. С застройкой этих местностей в XIX—XX веках проложенные там улицы получали соответствующие названия: 1, 3 и 5-я улицы Ямского поля, 1—10-я улицы Октябрьского поля и другие. Улицы Верхние Поля и Нижние Поля получили названия по расположению вблизи Люблинских полей орошения.